# Lepszy model
Lepszy model è l'album di debutto della cantante polacca Kasia Klich, pubblicato il 5 agosto 2002 su etichetta discografica Sony Music Entertainment Poland.

## Tracce
1. Intro (Kasia) – 0:48
2. Lepszy model – 3:47
3. Sercowa sprawa – 3:40
4. Nie dbam o jutro – 2:59
5. No i jak? – 3:30
6. Sama tego chciałaś – 3:17
7. Nie odwracaj się – 4:01
8. Na pół, na 2, na 3 – 3:11
9. Byle pozytywnie – 3:42
10. Od pierwszego usłyszenia – 3:40
11. 100 lat samotności – 4:02
12. Może zrobić właśnie tak – 3:25
13. To nie przesada – 3:47
14. Będę robić nic – 4:10
15. Lepszy model (Yaro Remix) – 3:47

## Classifiche
| Classifica (2002) | Posizione massima |
| ----------------- | ----------------- |
| Polonia           | 8                 |